# Palais Salm-Vetsera

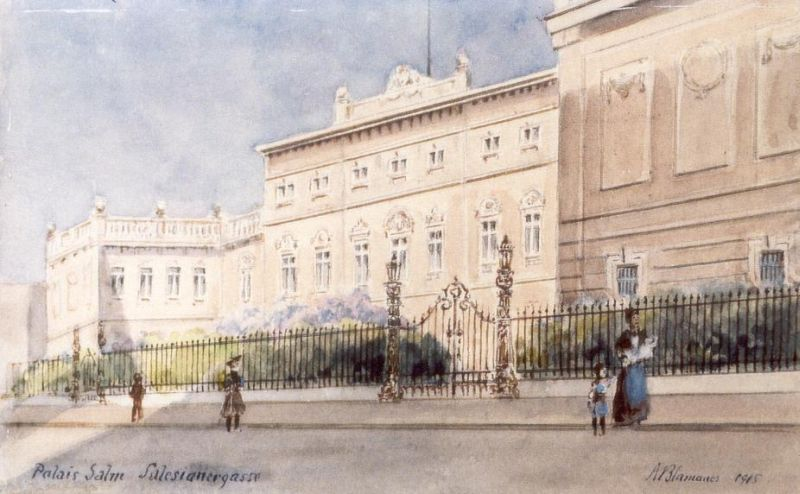
Palais Salm-Vetsera 1915

Das Palais Vetsera (auch: Palais Salm-Vetsera) war ein 1794 erbautes, spätbarockes Haus in der Salesianergasse 11 im 3. Wiener Gemeindebezirk Landstraße.

## Geschichte
Seit seiner Erbauung hat das Gebäude im Laufe des 19. Jahrhunderts mehrmals die Hausbesitzer gewechselt. Als eine Besitzerin ist in der damaligen Waaggasse Nr. 388 im Jahr 1812 eine Eleonora Goldstein zu finden. Weiteres sind im Jahr 1833 sowie drei Jahre später 1836 andere Eigentümer angeführt, wo wiederum eine neue Hausnummerierung erfolgt ist (alt Nr. 434/neu Nr. 507). 1863 wurde die Waaggasse in die heutige Salesianergasse umbenannt.
Im Jahr 1852 ist erneut ein neuer Besitzer angeführt, bevor das Gebäude 1855 von Fürst Milosch Obrenović von Serbien erworben wurde. Das Gebäude wurde zum Palais ausgebaut und erhielt zwei Seitentrakte gegen die Salesianergasse, die zusammen mit dem Haupttrakt einen kleinen Hof bildeten. Zur Trennung des Gehsteiges vom dreiseitigen Vorgarten wurde ein hohes Eisengitter montiert. An der Rückseite erstreckte sich ein Garten, sodass das Palais, im damaligen Sprachgebrauch ausgedrückt, zwischen „Cour et jardin“ lag. Ein Seitentrakt bildete eine Verlängerung in den Garten. Dort befand sich eine kleine Spiegelgalerie, während im vorderen Seitentrakt Stallungen lagen.
1875 besaß Julie Obrenovic das Gebäude mit zwei Stockwerken und einer Wohnung (Partei). Insgesamt betrug das Grundstück 547 Quadratklafter (bebaut davon 325 Quadratklafter). Das Palais stand zur Miete.
1880 bezog Helene Freifrau von Vetsera (1847–1925) mit ihren vier Kindern, Ladislaus „Lazi“, Johanna „Hanna“, Marie Alexandrine „Mary“ und Franz Albin „Feri“, das Palais in der Salesianergasse. Nach dem Einzug wurden einige wichtige Adaptierungen der Räumlichkeiten vorgenommen sowie die Neuausstattung einiger Zimmer von der renommierten Firma „Portois und Fix“. In Wien war das Haus als Vetsera-Palais bekannt und hier fanden häufig gesellschaftliche Anlässe, Bälle und Feste statt.
Nachdem die alleinstehende Helene Vetsera aufgrund finanzieller Mängel um 1900 aus dem Palais ausgezogen war, richteten sich amerikanische und japanische Gesandtschaften im Palais ein.
Im Jahr 1905 war Alexander Prinz zu Solms-Braunfels (1855–1926) Eigentümer des Palais.
1916 wurde die Liegenschaft, die baulich während des Ersten Weltkriegs gelitten hatte, von der Gemeinde Wien angekauft und in der Folge aufgelassen. Ziel war die Realisierung des lang gehegten Wunsches der Bezirksbewohner nach einer direkten Straßenverbindung zum Schwarzenbergplatz und weiter in den 4. Wiener Gemeindebezirk. Durch Anlage der Neulinggasse und deren Weiterführung in die Zaunergasse (über die ehemalige Parzelle des Palais) wurde dies erreicht (siehe auch: Modenapark-Viertel).